# Naturreservatet al Shouf

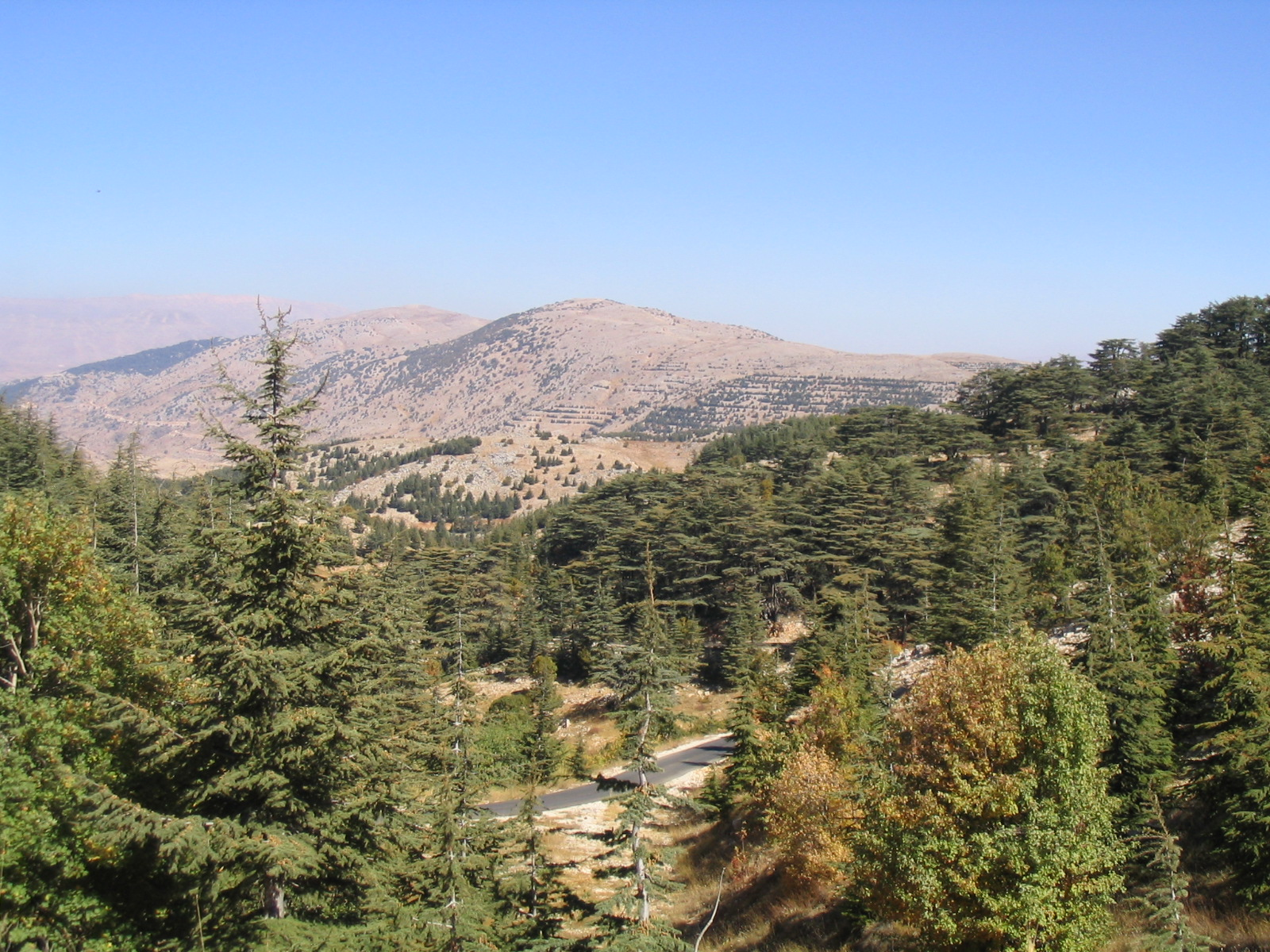
Usikt över Baroukskogen med gamla cederträd i förgrunden och nyplanterade i bakgrunden. Återplantering av skogsplantor i rader på långa sluttningar, en del av IUCN:s Red List restaurering av sårbara arter.

Naturreservatet al Shouf, även Al Shouf cederreservat, (arabiska: محمية أرز الشوف الطبيعية), är ett naturreservat i distriktet Chouf i Libanon. Cederskogarna ligger på berget Jabal al Bārūks (Jebel Barouks) sluttningar på 1 000-2 000 meters höjd över havet. Det täcker en yta på omkring 500 km2 som motsvarar nästan 5 % av landets yta.
Reservatet består av fyra stora skogar med libanonceder. Dessa är Barouk, Maaser el Shouf, Ain Zhalta och Bmohray. Dessa fyra hyser en fjärdedel av Libanons cederträd. Några av träden är upp till 2 000 år gamla. Området är viktigt för fågellivet och ekoturismen. Det finns 32 arter av viltlevande däggdjur, 290 fågelarter och mer än 1 000 växtarter i reservatet och det intilliggande våtområdet Ammiq. Naturreservatet grundades år 1996 av Walid Jumblatt. Nubisk stenbock har inplanterats från Jordanien efter att ha varit utrotad i området.
Jabal al Bārūk består av bergarter från pliocenepoken som har utsatts för stora tektoniska rörelser. Det delade berget i två parallella fjällkedjor, Antilibanon mot öst och Libanonberget mot väst. Mellan dem ligger Bekaadalen. Jabal al Bārūk  består huvudsakligen av kalksten med talrika grottor och doliner. I närheten av orten Nîha lär det finnas en 700 meter lång grotta med stalaktiter och stalagmiter.
Området får vatten huvudsakligen genom nederbörd. Det regnar i genomsnitt 1 200 millimeter om året och snö faller på de högsta topparna. Nederbörden  tränger ner i det porösa berget och samlas sedan i låglänta områden som därmed har vatten även under torrperioden som infaller mellan april och november.

## Galleri

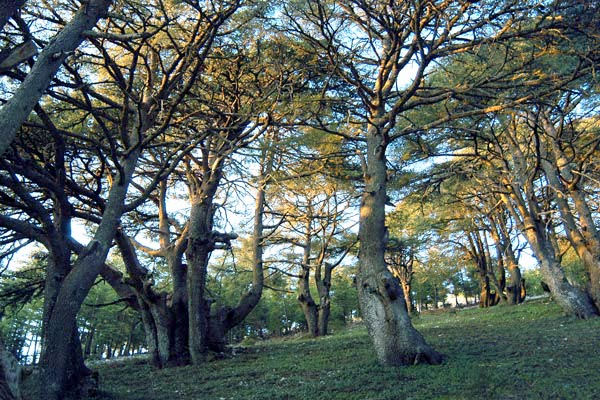
Cederträd i naturreservatet.
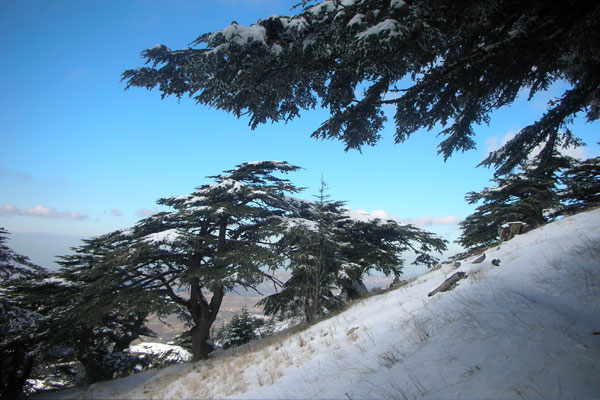
Vinterlandskap.
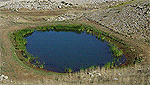
En konstgjord  fjällsjö i naturreservatet.
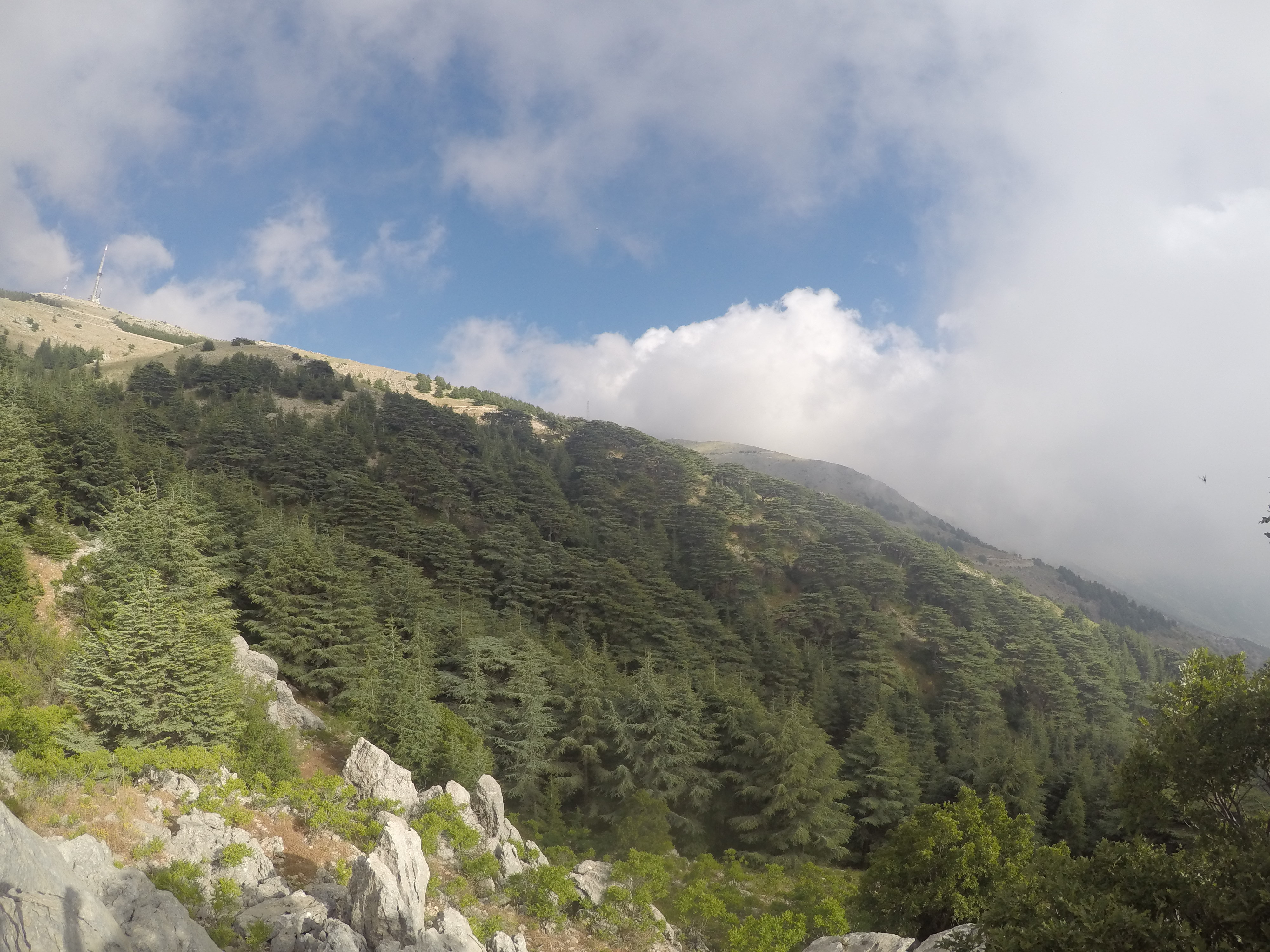
En del av naturreservatet al Shouf.
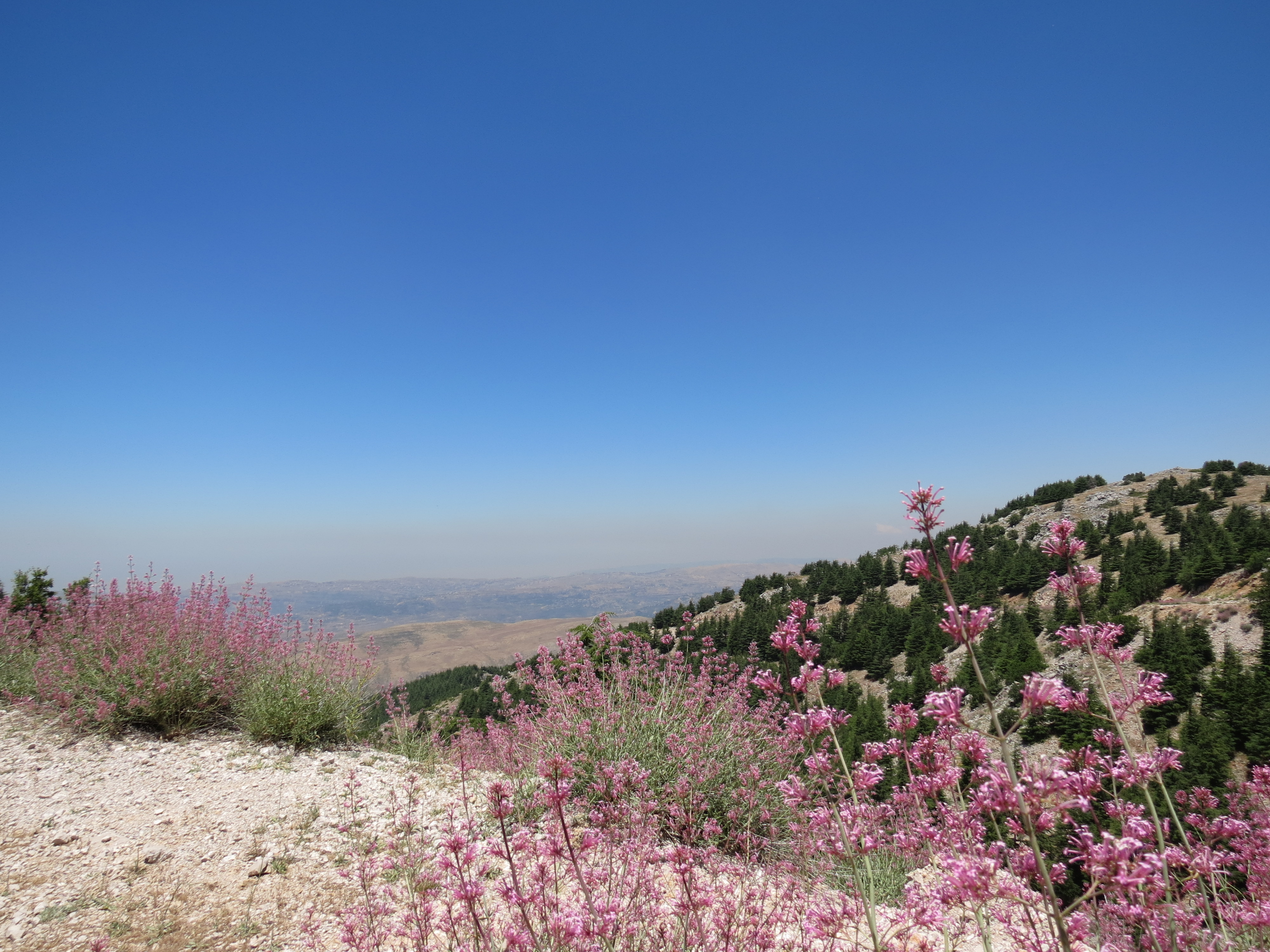
Massiyef El Mir